# Liste des monuments historiques de Rouen
Cet article recense les monuments historiques de Rouen, en France.

## Statistiques

### Nombre d'édifices
Rouen compte 228 édifices comportant au moins une protection au titre des monuments historiques, soit 33 % des monuments historiques du département de la Seine-Maritime. Rouen est la 6e ville française comptant le plus de monuments historiques, après Paris, Bordeaux, La Rochelle, Nancy et Lyon. 44 édifices comportent au moins une partie classée ; les 184 autres sont inscrits.
La ville dispose d’un secteur sauvegardé.
Le graphique suivant résume le nombre d'actes de protection par décennies (ou par année avant 1880) :

### Types d'édifices
Les 228 édifices protégés se répartissent ainsi :
- 87 maisons, 55 immeubles ou groupe d'immeubles et 26 hôtels particuliers, protégés principalement pour leurs façades et toitures (près des trois-quarts des édifices protégés) ;
- 32 édifices à caractère religieux (églises, chapelles, etc.) ;
- 7 édifices à caractère hydraulique (fontaines, aqueduc, etc.) ;
- 21 édifices divers.

La commune compte aussi 623 monuments historiques au titre objet et 766 monuments inventoriés.

## Liste
| Monument                                                                                    | Adresse                                                      | Coordonnées                      | Notice         | Protection | Date                | Illustration                                                                               |
| ------------------------------------------------------------------------------------------- | ------------------------------------------------------------ | -------------------------------- | -------------- | ---------- | ------------------- | ------------------------------------------------------------------------------------------ |
| Abbaye Saint-Ouen                                                                           | Place du Général-de-Gaulle                                   | 49° 26′ 33″ nord, 1° 05′ 59″ est | « PA00100823 » | Classé     | 1840 1862           | Abbaye Saint-Ouen                                                                          |
| Abbaye Saint-Amand                                                                          | 75, 77 rue Bouquet                                           | 49° 26′ 59″ nord, 1° 05′ 23″ est | « PA00100798 » | Classé     | 1929 1976           | Abbaye Saint-Amand                                                                         |
| Abbaye Sainte-Catherine du Mont                                                             | Côte Sainte-Catherine                                        | 49° 26′ 00″ nord, 1° 07′ 00″ est | « PA00125437 » | Inscrit    | 1993                | Abbaye Sainte-Catherine du Mont                                                            |
| Aître Saint-Maclou                                                                          | 184 rue de Martainville                                      | 49° 26′ 25″ nord, 1° 06′ 00″ est | « PA00100799 » | Classé     | 1862                | Aître Saint-Maclou                                                                         |
| Aqueduc de Carville                                                                         | 48 rue Saint-Hilaire                                         | 49° 26′ 32″ nord, 1° 06′ 39″ est | « PA76000071 » | Inscrit    | 2005                | Aqueduc de Carville                                                                        |
| Atelier de Ferdinand Marrou                                                                 | 70 rue Saint-Romain                                          | 49° 26′ 27″ nord, 1° 05′ 44″ est | « PA00100801 » | Inscrit    | 1975                | Atelier de Ferdinand Marrou                                                                |
| Bureau des Finances                                                                         | Place de la Cathédrale                                       | 49° 26′ 26″ nord, 1° 05′ 36″ est | « PA00100802 » | Classé     | 1926                | Bureau des Finances                                                                        |
| Caserne Jeanne d'Arc                                                                        | Boulevard Gambetta                                           | 49° 26′ 15″ nord, 1° 06′ 13″ est | « PA00100803 » | Inscrit    | 1948                | Caserne Jeanne d'Arc                                                                       |
| Chapelle des Franciscaines                                                                  | 1 rue de Joyeuse                                             | 49° 26′ 47″ nord, 1° 06′ 09″ est | « PA76000055 » | Inscrit    | 2001                | Image manquante Téléverser                                                                 |
| Chapelle de Grandmont                                                                       | Rue Henri II Plantagenêt                                     | 49° 25′ 33″ nord, 1° 05′ 50″ est | « PA00100806 » | Classé     | 1936                | Chapelle de Grandmont                                                                      |
| Chapelle Notre-Dame-de-Charité (Dans le centre hospitalier universitaire)                   | Boulevard Gambetta                                           | 49° 26′ 25″ nord, 1° 06′ 27″ est | « PA00100835 » | Inscrit    | 1948                | Chapelle Notre-Dame-de-Charité(Dans le centre hospitalier universitaire)                   |
| Chapelle Saint-Louis                                                                        | Place de Rougemare                                           | 49° 26′ 42″ nord, 1° 05′ 56″ est | « PA00100807 » | Classé     | 1957                | Chapelle Saint-Louis                                                                       |
| Chapelle Saint-Yon                                                                          | 90, 92 rue Saint-Julien                                      | 49° 25′ 41″ nord, 1° 04′ 47″ est | « PA00101115 » | Inscrit    | 1991                | Chapelle Saint-Yon                                                                         |
| Château d'eau-marégraphe                                                                    | Quai de Boisguilbert                                         | 49° 26′ 30″ nord, 1° 04′ 42″ est | « PA76000030 » | Inscrit    | 1997                | Château d'eau-marégraphe                                                                   |
| Château d'eau-marégraphe                                                                    | Quai Ferdinand-de-Lesseps                                    | 49° 26′ 41″ nord, 1° 03′ 43″ est | « PA76000031 » | Inscrit    | 1997                | Château d'eau-marégraphe                                                                   |
| Cloître Sainte-Marie (dans le couvent de la Visitation)                                     | Rue Beauvoisine                                              | 49° 26′ 50″ nord, 1° 05′ 58″ est | « PA00100808 » | Classé     | 1862                | Cloître Sainte-Marie(dans le couvent de la Visitation)                                     |
| Couvent des Dominicains                                                                     | 24 rue de Joyeuse                                            | 49° 26′ 48″ nord, 1° 06′ 03″ est | « PA00100809 » | Inscrit    | 1976                | Couvent des Dominicains                                                                    |
| Couvent des Pénitents                                                                       | 48 rue Saint-Hilaire                                         | 49° 26′ 32″ nord, 1° 06′ 38″ est | « PA00100810 » | Inscrit    | 1984                | Couvent des Pénitents                                                                      |
| Couvent des Ursulines                                                                       | 19bis rue des Capucins                                       | 49° 26′ 36″ nord, 1° 06′ 23″ est | « PA00100811 » | Inscrit    | 1975                | Couvent des Ursulines                                                                      |
| Église Saint-André                                                                          | Rue Jeanne-d'Arc                                             | 49° 26′ 27″ nord, 1° 05′ 23″ est | « PA00100812 » | Classé     | 1958                | Église Saint-André                                                                         |
| Église Saint-Cande-le-Jeune et hôtel Asselin                                                | 24 rue aux Ours                                              | 49° 26′ 26″ nord, 1° 05′ 32″ est | « PA00100813 » | Inscrit    | 1954                | Église Saint-Cande-le-Jeune et hôtel Asselin                                               |
| Église Sainte-Croix-des-Pelletiers                                                          | 20, 22 rue Sainte-Croix-des-Pelletiers                       | 49° 26′ 38″ nord, 1° 05′ 24″ est | « PA00100814 » | Inscrit    | 1928                | Église Sainte-Croix-des-Pelletiers                                                         |
| Église Sainte-Jeanne-d'Arc                                                                  | Place du Vieux-Marché                                        | 49° 26′ 35″ nord, 1° 05′ 19″ est | « PA76000060 » | Inscrit    | 2002                | Image manquante Téléverser                                                                 |
| Temple protestant Saint-Éloi                                                                | Rue Saint-Éloi                                               | 49° 26′ 30″ nord, 1° 05′ 14″ est | « PA00100815 » | Classé     | 1911                | Temple protestant Saint-Éloi                                                               |
| Église Sainte-Madeleine                                                                     | Rue du Contrat-Social                                        | 49° 26′ 45″ nord, 1° 04′ 48″ est | « PA00100821 » | Classé     | 1910                | Église Sainte-Madeleine                                                                    |
| Église Saint-Gervais                                                                        | Rue Claude-Groulard Rue Louis-Thubeuf                        | 49° 26′ 59″ nord, 1° 04′ 58″ est | « PA00100816 » | Classé     | 1840                | Église Saint-Gervais                                                                       |
| Église Saint-Godard                                                                         | Place Saint-Godard                                           | 49° 26′ 42″ nord, 1° 05′ 44″ est | « PA00100817 » | Classé     | 1862                | Église Saint-Godard                                                                        |
| Église Saint-Jean-Eudes                                                                     | Rue du Docteur-Payenneville                                  | 49° 27′ 08″ nord, 1° 07′ 37″ est | « PA76000038 » | Inscrit    | 1998                | Église Saint-Jean-Eudes                                                                    |
| Église Saint-Laurent (actuel musée Le Secq des Tournelles)                                  | Rue Jacques-Villon                                           | 49° 26′ 40″ nord, 1° 05′ 42″ est | « PA00100818 » | Classé     | 1914                | Église Saint-Laurent(actuel musée Le Secq des Tournelles)                                  |
| Portail du prieuré Saint-Lô (actuel lycée Camille-Saint-Saëns)                              | Rue Saint-Lô                                                 | 49° 26′ 32″ nord, 1° 05′ 38″ est | « PA00100819 » | Inscrit    | 1926                | Portail du prieuré Saint-Lô(actuel lycée Camille-Saint-Saëns)                              |
| Église Saint-Maclou                                                                         | Place Barthélemy                                             | 49° 26′ 23″ nord, 1° 05′ 54″ est | « PA00100820 » | Classé     | 1840                | Église Saint-Maclou                                                                        |
| Église Saint-Nicaise                                                                        | 12 rue Saint-Nicaise                                         | 49° 26′ 39″ nord, 1° 06′ 12″ est | « PA00100822 » | Inscrit    | 1981                | Église Saint-Nicaise                                                                       |
| Église Saint-Patrice                                                                        | Rue Saint-Patrice Rue de l'Abbé-Cochet                       | 49° 26′ 45″ nord, 1° 05′ 29″ est | « PA00100824 » | Classé     | 1840                | Église Saint-Patrice                                                                       |
| Église Saint-Paul                                                                           | Place Saint-Paul                                             | 49° 26′ 03″ nord, 1° 06′ 22″ est | « PA00100825 » | Classé     | 1926                | Église Saint-Paul                                                                          |
| Église Saint-Pierre-du-Châtel                                                               | Rue Camille-Saint-Saëns                                      | 49° 26′ 26″ nord, 1° 05′ 26″ est | « PA00100826 » | Inscrit    | 1926                | Église Saint-Pierre-du-Châtel                                                              |
| Église Saint-Vincent (détruite)                                                             | Rue des Charrettes                                           | 49° 26′ 14″ nord, 1° 05′ 20″ est | « PA00100827 » | Classé     | 1862                | Église Saint-Vincent(détruite)                                                             |
| Église Saint-Vivien                                                                         | Rue Saint-Vivien                                             | 49° 26′ 31″ nord, 1° 06′ 13″ est | « PA00100828 » | Classé     | 1932                | Église Saint-Vivien                                                                        |
| Ensemble archiépiscopal (Cathédrale Notre-Dame, maison de l'Œuvre, vestiges archéologiques) | Rue Saint-Romain Rue du Change                               | 49° 26′ 25″ nord, 1° 05′ 41″ est | « PA00100800 » | Classé     | 1862 1909 1927 1995 | Ensemble archiépiscopal(Cathédrale Notre-Dame, maison de l'Œuvre, vestiges archéologiques) |
| Ensemble de la Grand'Mare                                                                   | 15 rue Jean-Philippe-Rameau                                  | 49° 26′ 55″ nord, 1° 08′ 33″ est | « PA76000088 » | Inscrit    | 2010                | Ensemble de la Grand'Mare                                                                  |
| Fierte Saint-Romain                                                                         | Place de la Haute-Vieille-Tour                               | 49° 26′ 17″ nord, 1° 05′ 42″ est | « PA00100829 » | Classé     | 1846                | Fierte Saint-Romain                                                                        |
| Fontaine Saint-Cande                                                                        | 24 Rue aux Ours                                              | 49° 26′ 25″ nord, 1° 05′ 32″ est | « PA00100830 » | Inscrit    | 1939                | Fontaine Saint-Cande                                                                       |
| Fontaine Sainte-Croix-des-Pelletiers                                                        | Rue Sainte-Croix-des-Pelletiers                              | 49° 26′ 38″ nord, 1° 05′ 23″ est | « PA00100831 » | Classé     | 1943                | Fontaine Sainte-Croix-des-Pelletiers                                                       |
| Fontaine Jean-Baptiste de La Salle                                                          | Place Saint-Clément                                          | 49° 25′ 41″ nord, 1° 04′ 47″ est | « PA00101113 » | Inscrit    | 1991                | Fontaine Jean-Baptiste de La Salle                                                         |
| Fontaine-réservoir Sainte-Marie                                                             | Rue Louis-Ricard Rue Sainte-Marie                            | 49° 26′ 50″ nord, 1° 06′ 02″ est | « PA00101114 » | Classé     | 1995                | Fontaine-réservoir Sainte-Marie                                                            |
| Gare de Rouen-Rive-Droite                                                                   | Place Bernard-Tissot                                         | 49° 26′ 56″ nord, 1° 05′ 38″ est | « PA00100832 » | Inscrit    | 1975                | Gare de Rouen-Rive-Droite                                                                  |
| Gros-Horloge et fontaine                                                                    | Rue du Gros-Horloge                                          | 49° 26′ 30″ nord, 1° 05′ 28″ est | « PA00100834 » | Classé     | 1862 1889           | Gros-Horloge et fontaine                                                                   |
| Halle aux Toiles                                                                            | Place de la Vieille-Tour                                     | 49° 26′ 17″ nord, 1° 05′ 42″ est | « PA00100833 » | Classé     | 1941                | Halle aux Toiles                                                                           |
| Hôtel                                                                                       | 20, 22 rue de Crosne                                         | 49° 26′ 38″ nord, 1° 05′ 12″ est | « PA00100853 » | Inscrit    | 1953                | Hôtel                                                                                      |
| Hôtel                                                                                       | 23 rue de Crosne                                             | 49° 26′ 38″ nord, 1° 05′ 10″ est | « PA00100854 » | Inscrit    | 1953                | Hôtel                                                                                      |
| Hôtel                                                                                       | 24 rue de Crosne                                             | 49° 26′ 38″ nord, 1° 05′ 10″ est | « PA00100855 » | Inscrit    | 1953                | Hôtel                                                                                      |
| Hôtel                                                                                       | 26 rue de Crosne                                             | 49° 26′ 39″ nord, 1° 05′ 10″ est | « PA00100856 » | Inscrit    | 1955                | Hôtel                                                                                      |
| Hôtel                                                                                       | 28 rue de Crosne                                             | 49° 26′ 39″ nord, 1° 05′ 09″ est | « PA00100857 » | Inscrit    | 1953                | Hôtel                                                                                      |
| Hôtel                                                                                       | 35, 37 rue de Fontenelle                                     | 49° 26′ 38″ nord, 1° 05′ 13″ est | « PA00100858 » | Inscrit    | 1953                | Hôtel                                                                                      |
| Hôtel                                                                                       | 39 rue de Fontenelle                                         | 49° 26′ 39″ nord, 1° 05′ 13″ est | « PA00100859 » | Inscrit    | 1954                | Hôtel                                                                                      |
| Hôtel                                                                                       | 41 rue de Fontenelle                                         | 49° 26′ 39″ nord, 1° 05′ 13″ est | « PA00100860 » | Inscrit    | 1954                | Hôtel                                                                                      |
| Hôtel                                                                                       | 38 rue Saint-Patrice                                         | 49° 26′ 45″ nord, 1° 05′ 25″ est | « PA00100861 » | Classé     | 1886                | Hôtel                                                                                      |
| Hôtel Levavasseur                                                                           | 6 rue Stanislas-Girardin                                     | 49° 26′ 43″ nord, 1° 05′ 08″ est | « PA00100862 » | Inscrit    | 1971                | Hôtel Levavasseur                                                                          |
| Hôtel Bésuel                                                                                | 5, 7, 9 rue du Sacre                                         | 49° 26′ 43″ nord, 1° 05′ 31″ est | « PA00100836 » | Classé     | 1974                | Hôtel Bésuel                                                                               |
| Hôtel de Bourgtheroulde                                                                     | 15 place de la Pucelle Place du Pasteur-Martin-Luther-King   | 49° 26′ 31″ nord, 1° 05′ 18″ est | « PA00100837 » | Classé     | 1924                | Hôtel de Bourgtheroulde                                                                    |
| Hôtel Caillot de Coqueréaumont                                                              | 22 rue Beffroy                                               | 49° 26′ 43″ nord, 1° 05′ 45″ est | « PA00100838 » | Inscrit    | 1975                | Hôtel Caillot de Coqueréaumont                                                             |
| Hôtel de Crosne                                                                             | 53 avenue Gustave-Flaubert                                   | 49° 26′ 41″ nord, 1° 05′ 01″ est | « PA00100839 » | Inscrit    | 1929                | Hôtel de Crosne                                                                            |
| Hôtel d'Étancourt                                                                           | 97, 99 rue d'Amiens                                          | 49° 26′ 29″ nord, 1° 05′ 54″ est | « PA00100841 » | Inscrit    | 1933                | Hôtel d'Étancourt                                                                          |
| Hôtel de l'État-Major et du Conseil de Guerre                                               | 3 rue du Moulinet                                            | 49° 26′ 44″ nord, 1° 05′ 32″ est | « PA00100842 » | Inscrit    | 1929                | Hôtel de l'État-Major et du Conseil de Guerre                                              |
| Hôtel de Franquetot                                                                         | 7 rue du Moulinet                                            | 49° 26′ 45″ nord, 1° 05′ 33″ est | « PA00100843 » | Classé     | 1990                | Hôtel de Franquetot                                                                        |
| Hôtel de Girancourt                                                                         | 48 rue Saint-Patrice                                         | 49° 26′ 44″ nord, 1° 05′ 22″ est | « PA00100844 » | Classé     | 1945                | Hôtel de Girancourt                                                                        |
| Hôtel d'Hocqueville (actuel musée de la céramique)                                          | 1 rue du Faucon                                              | 49° 26′ 44″ nord, 1° 05′ 37″ est | « PA00100845 » | Classé     | 1935 1937           | Hôtel d'Hocqueville(actuel musée de la céramique)                                          |
| Hôtel de la Houssaye                                                                        | 22 rue de la Chaîne                                          | 49° 26′ 31″ nord, 1° 05′ 48″ est | « PA00100846 » | Inscrit    | 1948                | Hôtel de la Houssaye                                                                       |
| Hôtel Jubert de Brécourt                                                                    | 1, 3 rue de l'Hôpital                                        | 49° 26′ 33″ nord, 1° 05′ 53″ est | « PA00100847 » | Inscrit    | 1958                | Hôtel Jubert de Brécourt                                                                   |
| Hôtel de Miromesnil                                                                         | 12 rue de la Seille                                          | 49° 26′ 40″ nord, 1° 05′ 52″ est | « PA00100848 » | Classé     | 1978                | Hôtel de Miromesnil                                                                        |
| Hôtel particulier                                                                           | 91 rue des Carmes                                            | 49° 26′ 32″ nord, 1° 05′ 42″ est | « PA00100930 » | Classé     | 1991 1992           | Image manquante Téléverser                                                                 |
| Hôtel particulier                                                                           | 66 rampe Bouvreuil                                           | 49° 26′ 49″ nord, 1° 05′ 27″ est | « PA76000061 » | Inscrit    | 2002                | Hôtel particulier                                                                          |
| Hôtel Romé                                                                                  | 14 rue des Carmes                                            | 49° 26′ 28″ nord, 1° 05′ 38″ est | « PA00100805 » | Classé     | 1886                | Hôtel Romé                                                                                 |
| Hôtel de Sacy                                                                               | 23 rue des Champs-Maillets                                   | 49° 26′ 43″ nord, 1° 05′ 23″ est | « PA00100852 » | Inscrit    | 1928                | Hôtel de Sacy                                                                              |
| Hôtel de Senneville                                                                         | 28, 30, 32 rue Damiette                                      | 49° 26′ 26″ nord, 1° 05′ 55″ est | « PA00100849 » | Inscrit    | 1958                | Hôtel de Senneville                                                                        |
| Hôtel de ville                                                                              | Place du Général-de-Gaulle                                   | 49° 26′ 36″ nord, 1° 06′ 00″ est | « PA00100851 » | Inscrit    | 1948                | Hôtel de ville                                                                             |
| Hôtel de ville (ancien)                                                                     | 60, 68 rue du Gros-Horloge 1 rue Thouret                     | 49° 26′ 29″ nord, 1° 05′ 31″ est | « PA00100850 » | Inscrit    | 1966                | Hôtel de ville (ancien)                                                                    |
| Hôtel-Dieu                                                                                  | Rue du Contrat-Social                                        | 49° 26′ 45″ nord, 1° 04′ 48″ est | « PA00100840 » | Inscrit    | 1932                | Hôtel-Dieu                                                                                 |
| Immeuble                                                                                    | 8 rue Beauvoisine                                            | 49° 26′ 36″ nord, 1° 05′ 45″ est | « PA00100863 » | Inscrit    | 1959                | Immeuble                                                                                   |
| Immeuble                                                                                    | 15 rue Beauvoisine                                           | 49° 26′ 36″ nord, 1° 05′ 44″ est | « PA00100864 » | Inscrit    | 1963                | Immeuble                                                                                   |
| Immeuble                                                                                    | 24, 26 rue Beauvoisine                                       | 49° 26′ 37″ nord, 1° 05′ 45″ est | « PA00100865 » | Inscrit    | 1962                | Immeuble                                                                                   |
| Immeuble                                                                                    | 63 rue Beauvoisine                                           | 49° 26′ 41″ nord, 1° 05′ 49″ est | « PA00100866 » | Inscrit    | 1962                | Immeuble                                                                                   |
| Immeuble                                                                                    | 72 rue Beauvoisine                                           | 49° 26′ 41″ nord, 1° 05′ 49″ est | « PA00100867 » | Inscrit    | 1953                | Immeuble                                                                                   |
| Immeuble                                                                                    | 100, 102 rue Beauvoisine Rue Monbret                         | 49° 26′ 43″ nord, 1° 05′ 50″ est | « PA00100868 » | Inscrit    | 1962                | Immeuble                                                                                   |
| Immeuble                                                                                    | 105 rue Beauvoisine                                          | 49° 26′ 44″ nord, 1° 05′ 50″ est | « PA00100869 » | Inscrit    | 1962                | Immeuble                                                                                   |
| Immeuble                                                                                    | 107 rue Beauvoisine                                          | 49° 26′ 45″ nord, 1° 05′ 51″ est | « PA00100870 » | Inscrit    | 1963                | Immeuble                                                                                   |
| Immeuble                                                                                    | 113 rue Beauvoisine                                          | 49° 26′ 45″ nord, 1° 05′ 51″ est | « PA00100871 » | Inscrit    | 1962                | Immeuble                                                                                   |
| Immeuble                                                                                    | 166 rue Beauvoisine                                          | 49° 26′ 48″ nord, 1° 05′ 54″ est | « PA00100872 » | Inscrit    | 1963                | Immeuble                                                                                   |
| Immeuble                                                                                    | 188 rue Beauvoisine                                          | 49° 26′ 49″ nord, 1° 05′ 55″ est | « PA00100874 » | Inscrit    | 1959                | Immeuble                                                                                   |
| Immeuble                                                                                    | 20 rue des Bons-Enfants                                      | 49° 26′ 39″ nord, 1° 05′ 27″ est | « PA00100875 » | Inscrit    | 1962                | Immeuble                                                                                   |
| Immeuble                                                                                    | 27 rue des Bons-Enfants                                      | 49° 26′ 39″ nord, 1° 05′ 24″ est | « PA00100877 » | Inscrit    | 1962                | Immeuble                                                                                   |
| Immeuble                                                                                    | 29 rue des Bons-Enfants                                      | 49° 26′ 39″ nord, 1° 05′ 24″ est | « PA00100878 » | Inscrit    | 1963                | Immeuble                                                                                   |
| Immeuble                                                                                    | 31 rue des Bons-Enfants                                      | 49° 26′ 40″ nord, 1° 05′ 24″ est | « PA00100879 » | Inscrit    | 1962                | Immeuble                                                                                   |
| Immeuble                                                                                    | 77 rue des Bons-Enfants Rue des Béguines                     | 49° 26′ 41″ nord, 1° 05′ 18″ est | « PA00100880 » | Inscrit    | 1963                | Immeuble                                                                                   |
| Immeuble                                                                                    | 87 rue des Bons-Enfants                                      | 49° 26′ 42″ nord, 1° 05′ 16″ est | « PA00100881 » | Inscrit    | 1962                | Immeuble                                                                                   |
| Immeuble                                                                                    | 89 rue des Bons-Enfants                                      | 49° 26′ 42″ nord, 1° 05′ 16″ est | « PA00100882 » | Inscrit    | 1962                | Immeuble                                                                                   |
| Immeuble                                                                                    | 91 rue des Bons-Enfants                                      | 49° 26′ 42″ nord, 1° 05′ 16″ est | « PA00100883 » | Inscrit    | 1962                | Immeuble                                                                                   |
| Immeuble                                                                                    | 93 rue des Bons-Enfants                                      | 49° 26′ 42″ nord, 1° 05′ 16″ est | « PA00100884 » | Inscrit    | 1962                | Immeuble                                                                                   |
| Immeuble                                                                                    | 97 rue des Bons-Enfants                                      | 49° 26′ 42″ nord, 1° 05′ 15″ est | « PA00100885 » | Inscrit    | 1963                | Immeuble                                                                                   |
| Immeuble                                                                                    | 112 rue des Bons-Enfants                                     | 49° 26′ 43″ nord, 1° 05′ 15″ est | « PA00100886 » | Inscrit    | 1963                | Immeuble                                                                                   |
| Immeuble                                                                                    | 8 rue de la Cigogne                                          | 49° 26′ 39″ nord, 1° 05′ 51″ est | « PA00100887 » | Inscrit    | 1959                | Immeuble                                                                                   |
| Immeuble                                                                                    | 14 rue Dulong                                                | 49° 26′ 47″ nord, 1° 05′ 55″ est | « PA00100888 » | Inscrit    | 1963                | Immeuble                                                                                   |
| Immeuble                                                                                    | 221, 223 rue Eau-de-Robec                                    | 49° 26′ 29″ nord, 1° 06′ 01″ est | « PA00100893 » | Inscrit    | 1942                | Immeuble                                                                                   |
| Immeuble                                                                                    | 71 rue Grand-Pont                                            | 49° 26′ 25″ nord, 1° 05′ 37″ est | « PA00100894 » | Classé     | 1922                | Image manquante Téléverser                                                                 |
| Immeuble                                                                                    | 95 rue du Gros-Horloge                                       | 49° 26′ 30″ nord, 1° 05′ 28″ est | « PA00100895 » | Classé     | 1959                | Immeuble                                                                                   |
| Immeuble                                                                                    | 13, 15 rue Lamauve                                           | 49° 26′ 30″ nord, 1° 06′ 25″ est | « PA00100896 » | Inscrit    | 1984                | Immeuble                                                                                   |
| Immeuble                                                                                    | 210 rue de Martainville                                      | 49° 26′ 24″ nord, 1° 05′ 56″ est | « PA00100897 » | Classé     | 1962                | Immeuble                                                                                   |
| Immeuble                                                                                    | 37 rue aux Ours                                              | 49° 26′ 26″ nord, 1° 05′ 30″ est | « PA00100898 » | Inscrit    | 1959                | Immeuble                                                                                   |
| Immeuble                                                                                    | 39 rue aux Ours                                              | 49° 26′ 26″ nord, 1° 05′ 30″ est | « PA00100899 » | Inscrit    | 1959                | Immeuble                                                                                   |
| Immeuble                                                                                    | 41, 43 rue aux Ours                                          | 49° 26′ 26″ nord, 1° 05′ 29″ est | « PA00100900 » | Inscrit    | 1959                | Immeuble                                                                                   |
| Immeuble                                                                                    | 45 rue aux Ours                                              | 49° 26′ 26″ nord, 1° 05′ 29″ est | « PA00100901 » | Inscrit    | 1959                | Immeuble                                                                                   |
| Immeuble                                                                                    | 48 rue aux Ours                                              | 49° 26′ 27″ nord, 1° 05′ 27″ est | « PA00100902 » | Inscrit    | 1962                | Image manquante Téléverser                                                                 |
| Immeuble                                                                                    | 49, 51 rue aux Ours                                          | 49° 26′ 26″ nord, 1° 05′ 28″ est | « PA00100903 » | Inscrit    | 1959                | Image manquante Téléverser                                                                 |
| Immeuble                                                                                    | 13 rue du Petit-Salut                                        | 49° 26′ 26″ nord, 1° 05′ 34″ est | « PA00100905 » | Inscrit    | 1940                | Image manquante Téléverser                                                                 |
| Immeuble                                                                                    | 14 rue Saint-Nicolas                                         | 49° 26′ 27″ nord, 1° 05′ 50″ est | « PA00100906 » | Inscrit    | 1963                | Immeuble                                                                                   |
| Immeuble                                                                                    | 16 rue Saint-Nicolas                                         | 49° 26′ 28″ nord, 1° 05′ 49″ est | « PA00100907 » | Inscrit    | 1962                | Image manquante Téléverser                                                                 |
| Immeuble                                                                                    | 42 rue Saint-Patrice                                         | 49° 26′ 45″ nord, 1° 05′ 24″ est | « PA00100908 » | Inscrit    | 1958                | Immeuble                                                                                   |
| Immeuble                                                                                    | 50 rue Saint-Patrice                                         | 49° 26′ 44″ nord, 1° 05′ 22″ est | « PA00100909 » | Inscrit    | 1962                | Immeuble                                                                                   |
| Immeuble                                                                                    | 2, 4 rue Saint-Romain                                        | 49° 26′ 24″ nord, 1° 05′ 50″ est | « PA00100910 » | Inscrit    | 1963                | Image manquante Téléverser                                                                 |
| Immeuble                                                                                    | 6 rue Saint-Romain                                           | 49° 26′ 24″ nord, 1° 05′ 49″ est | « PA00100911 » | Inscrit    | 1963                | Immeuble                                                                                   |
| Immeuble                                                                                    | 20 rue Saint-Romain                                          | 49° 26′ 25″ nord, 1° 05′ 48″ est | « PA00100914 » | Inscrit    | 1963                | Immeuble                                                                                   |
| Immeuble                                                                                    | 22, 24 rue Saint-Romain                                      | 49° 26′ 25″ nord, 1° 05′ 47″ est | « PA00100915 » | Inscrit    | 1951                | Immeuble                                                                                   |
| Immeuble                                                                                    | 26 rue Saint-Romain                                          | 49° 26′ 25″ nord, 1° 05′ 47″ est | « PA00100916 » | Inscrit    | 1962                | Immeuble                                                                                   |
| Immeuble                                                                                    | 52 rue Saint-Romain                                          | 49° 26′ 26″ nord, 1° 05′ 45″ est | « PA00100917 » | Inscrit    | 1962                | Immeuble                                                                                   |
| Immeuble                                                                                    | 74 rue Saint-Romain                                          | 49° 26′ 27″ nord, 1° 05′ 43″ est | « PA00100919 » | Classé     | 1948                | Immeuble                                                                                   |
| Immeuble                                                                                    | 30, 32 rue des Vergetiers Rue du Gros-Horloge                | 49° 26′ 29″ nord, 1° 05′ 28″ est | « PA00100920 » | Inscrit    | 1963                | Image manquante Téléverser                                                                 |
| Immeuble le Métropole                                                                       | 111, 111bis, 113, 115, 117 rue Jeanne-d'Arc 16 rue Verte     | 49° 26′ 52″ nord, 1° 05′ 38″ est | « PA76000043 » | Classé     | 2000 2004           | Immeuble le Métropole                                                                      |
| Immeubles                                                                                   | 175, 177, 179, 181, 183 rue Beauvoisine                      | 49° 26′ 51″ nord, 1° 05′ 56″ est | « PA00100873 » | Inscrit    | 1963                | Immeubles                                                                                  |
| Immeubles                                                                                   | 22, 24 rue des Bons-Enfants                                  | 49° 26′ 38″ nord, 1° 05′ 28″ est | « PA00100876 » | Inscrit    | 1963                | Immeubles                                                                                  |
| Immeubles                                                                                   | 57 rue aux Ours 57, 59 rue Camille-Saint-Saëns               | 49° 26′ 27″ nord, 1° 05′ 27″ est | « PA00100904 » | Inscrit    | 1946                | Immeubles                                                                                  |
| Immeubles                                                                                   | 8, 10, 12 rue Saint-Romain                                   | 49° 26′ 24″ nord, 1° 05′ 49″ est | « PA00100912 » | Inscrit    | 1962                | Immeubles                                                                                  |
| Immeubles                                                                                   | 16, 18 rue Saint-Romain                                      | 49° 26′ 25″ nord, 1° 05′ 48″ est | « PA00100913 » | Classé     | 1962 1991           | Immeubles                                                                                  |
| Immeubles                                                                                   | 58, 60, 62, 62bis rue Saint-Romain                           | 49° 26′ 26″ nord, 1° 05′ 44″ est | « PA00100918 » | Inscrit    | 1963                | Immeubles                                                                                  |
| Jardin des plantes                                                                          | Avenue des Martyrs-de-la-Résistance Rue Dufay Rue de Trianon | 49° 25′ 17″ nord, 1° 04′ 36″ est | « PA00100921 » | Inscrit    | 1975                | Jardin des plantes                                                                         |
| Lycée Corneille                                                                             | 4 rue du Maulévrier                                          | 49° 26′ 43″ nord, 1° 06′ 02″ est | « PA00100922 » | Classé     | 1910 1984 1985      | Lycée Corneille                                                                            |
| Maison                                                                                      | 56, 58 rue Beauvoisine                                       | 49° 26′ 40″ nord, 1° 05′ 48″ est | « PA00100926 » | Inscrit    | 1959                | Maison                                                                                     |
| Maison                                                                                      | 132 rue Beauvoisine                                          | 49° 26′ 45″ nord, 1° 05′ 52″ est | « PA00100927 » | Inscrit    | 1959                | Maison                                                                                     |
| Maison                                                                                      | 200 rue Beauvoisine                                          | 49° 26′ 51″ nord, 1° 05′ 57″ est | « PA00100928 » | Inscrit    | 1959                | Maison                                                                                     |
| Maison                                                                                      | 202 rue Beauvoisine                                          | 49° 26′ 51″ nord, 1° 05′ 57″ est | « PA00100929 » | Inscrit    | 1959                | Image manquante Téléverser                                                                 |
| Maison                                                                                      | 68, 70 rue Cauchoise                                         | 49° 26′ 42″ nord, 1° 05′ 14″ est | « PA00100931 » | Inscrit    | 1956                | Maison                                                                                     |
| Maison                                                                                      | 2 rue Damiette                                               | 49° 26′ 25″ nord, 1° 05′ 53″ est | « PA00100932 » | Inscrit    | 1958                | Maison                                                                                     |
| Maison                                                                                      | 2bis rue Damiette                                            | 49° 26′ 25″ nord, 1° 05′ 53″ est | « PA00100933 » | Inscrit    | 1958                | Maison                                                                                     |
| Maison                                                                                      | 4 rue Damiette                                               | 49° 26′ 25″ nord, 1° 05′ 54″ est | « PA00100935 » | Inscrit    | 1957                | Maison                                                                                     |
| Maison                                                                                      | 6 rue Damiette                                               | 49° 26′ 25″ nord, 1° 05′ 54″ est | « PA00100936 » | Inscrit    | 1957                | Maison                                                                                     |
| Maison                                                                                      | 7 rue Damiette                                               | 49° 26′ 24″ nord, 1° 05′ 53″ est | « PA00100937 » | Inscrit    | 1958                | Maison                                                                                     |
| Maison                                                                                      | 8 rue Damiette Impasse des Hauts-Mariages                    | 49° 26′ 25″ nord, 1° 05′ 54″ est | « PA00100938 » | Inscrit    | 1958                | Maison                                                                                     |
| Maison                                                                                      | 13 rue Damiette                                              | 49° 26′ 25″ nord, 1° 05′ 53″ est | « PA00100939 » | Inscrit    | 1958                | Maison                                                                                     |
| Maison                                                                                      | 14 rue Damiette                                              | 49° 26′ 26″ nord, 1° 05′ 54″ est | « PA00100940 » | Inscrit    | 1958                | Maison                                                                                     |
| Maison                                                                                      | 16 rue Damiette 4 place Barthélémy                           | 49° 26′ 26″ nord, 1° 05′ 54″ est | « PA00100941 » | Inscrit    | 1958                | Maison                                                                                     |
| Maison                                                                                      | 41 rue Damiette                                              | 49° 26′ 27″ nord, 1° 05′ 55″ est | « PA00100942 » | Inscrit    | 1957                | Maison                                                                                     |
| Maison                                                                                      | 46 rue Damiette                                              | 49° 26′ 27″ nord, 1° 05′ 56″ est | « PA00100943 » | Inscrit    | 1957                | Maison                                                                                     |
| Maison                                                                                      | 23 rue du Gros-Horloge                                       | 49° 26′ 27″ nord, 1° 05′ 35″ est | « PA00100947 » | Inscrit    | 1929                | Maison                                                                                     |
| Maison                                                                                      | 28 rue du Gros-Horloge                                       | 49° 26′ 28″ nord, 1° 05′ 34″ est | « PA00100949 » | Inscrit    | 1929                | Image manquante Téléverser                                                                 |
| Maison                                                                                      | 29 rue du Gros-Horloge                                       | 49° 26′ 27″ nord, 1° 05′ 35″ est | « PA00100950 » | Inscrit    | 1929                | Maison                                                                                     |
| Maison                                                                                      | 46 rue du Gros-Horloge                                       | 49° 26′ 28″ nord, 1° 05′ 32″ est | « PA00100951 » | Inscrit    | 1929                | Image manquante Téléverser                                                                 |
| Maison                                                                                      | 97 rue du Gros-Horloge                                       | 49° 26′ 30″ nord, 1° 05′ 28″ est | « PA00100953 » | Inscrit    | 1929                | Maison                                                                                     |
| Maison                                                                                      | 99 rue du Gros-Horloge                                       | 49° 26′ 30″ nord, 1° 05′ 27″ est | « PA00100954 » | Classé     | 1927                | Maison                                                                                     |
| Maison                                                                                      | 124 rue du Gros-Horloge                                      | 49° 26′ 32″ nord, 1° 05′ 24″ est | « PA00100955 » | Inscrit    | 1929                | Maison                                                                                     |
| Maison                                                                                      | 136 rue du Gros-Horloge                                      | 49° 26′ 32″ nord, 1° 05′ 23″ est | « PA00100956 » | Inscrit    | 1930                | Maison                                                                                     |
| Maison                                                                                      | 138 rue du Gros-Horloge                                      | 49° 26′ 32″ nord, 1° 05′ 23″ est | « PA00100957 » | Inscrit    | 1929                | Maison                                                                                     |
| Maison                                                                                      | 139, 141 rue du Gros-Horloge                                 | 49° 26′ 31″ nord, 1° 05′ 24″ est | « PA00100958 » | Inscrit    | 1929                | Image manquante Téléverser                                                                 |
| Maison                                                                                      | 144 rue du Gros-Horloge                                      | 49° 26′ 32″ nord, 1° 05′ 22″ est | « PA00100959 » | Inscrit    | 1929                | Maison                                                                                     |
| Maison                                                                                      | 146 rue du Gros-Horloge                                      | 49° 26′ 33″ nord, 1° 05′ 22″ est | « PA00100960 » | Inscrit    | 1929                | Image manquante Téléverser                                                                 |
| Maison                                                                                      | 148, 150 rue du Gros-Horloge                                 | 49° 26′ 33″ nord, 1° 05′ 22″ est | « PA00100961 » | Inscrit    | 1929                | Image manquante Téléverser                                                                 |
| Maison                                                                                      | 161 rue du Gros-Horloge                                      | 49° 26′ 32″ nord, 1° 05′ 23″ est | « PA00100962 » | Inscrit    | 1929                | Maison                                                                                     |
| Maison                                                                                      | 163 rue du Gros-Horloge                                      | 49° 26′ 32″ nord, 1° 05′ 23″ est | « PA00100963 » | Inscrit    | 1929                | Maison                                                                                     |
| Maison                                                                                      | 165 rue du Gros-Horloge                                      | 49° 26′ 32″ nord, 1° 05′ 22″ est | « PA00100964 » | Inscrit    | 1929                | Maison                                                                                     |
| Maison                                                                                      | 167, 169 rue du Gros-Horloge                                 | 49° 26′ 32″ nord, 1° 05′ 22″ est | « PA00100965 » | Inscrit    | 1929                | Image manquante Téléverser                                                                 |
| Maison                                                                                      | 16 place du Lieutenant-Aubert                                | 49° 26′ 29″ nord, 1° 05′ 57″ est | « PA00100971 » | Inscrit    | 1958                | Maison                                                                                     |
| Maison                                                                                      | 98, 100 rue Malpalu                                          | 49° 26′ 21″ nord, 1° 05′ 51″ est | « PA00100972 » | Inscrit    | 1956                | Maison                                                                                     |
| Maison                                                                                      | 103 rue Malpalu                                              | 49° 26′ 22″ nord, 1° 05′ 51″ est | « PA00100974 » | Inscrit    | 1956                | Maison                                                                                     |
| Maison                                                                                      | 104 rue Malpalu                                              | 49° 26′ 22″ nord, 1° 05′ 52″ est | « PA00100975 » | Inscrit    | 1956                | Maison                                                                                     |
| Maison                                                                                      | 105 rue Malpalu                                              | 49° 26′ 22″ nord, 1° 05′ 51″ est | « PA00100976 » | Inscrit    | 1956                | Maison                                                                                     |
| Maison                                                                                      | 106 rue Malpalu                                              | 49° 26′ 22″ nord, 1° 05′ 52″ est | « PA00100977 » | Inscrit    | 1956                | Maison                                                                                     |
| Maison                                                                                      | 107 rue Malpalu                                              | 49° 26′ 22″ nord, 1° 05′ 52″ est | « PA00100978 » | Inscrit    | 1956                | Maison                                                                                     |
| Maison                                                                                      | 108, 110 rue Malpalu                                         | 49° 26′ 22″ nord, 1° 05′ 52″ est | « PA00100979 » | Inscrit    | 1956                | Maison                                                                                     |
| Maison                                                                                      | 109 rue Malpalu                                              | 49° 26′ 22″ nord, 1° 05′ 52″ est | « PA00100980 » | Inscrit    | 1956                | Maison                                                                                     |
| Maison                                                                                      | 178 à 182 rue de Martainville                                | 49° 26′ 23″ nord, 1° 05′ 58″ est | « PA00100981 » | Inscrit    | 1956                | Maison                                                                                     |
| Maison                                                                                      | 184 rue de Martainville                                      | 49° 26′ 23″ nord, 1° 05′ 58″ est | « PA00101120 » | Inscrit    | 1956                | Image manquante Téléverser                                                                 |
| Maison                                                                                      | 186 rue de Martainville                                      | 49° 26′ 23″ nord, 1° 05′ 58″ est | « PA00100982 » | Inscrit    | 1956                | Maison                                                                                     |
| Maison                                                                                      | 188 rue de Martainville                                      | 49° 26′ 23″ nord, 1° 05′ 58″ est | « PA00100983 » | Inscrit    | 1957                | Maison                                                                                     |
| Maison                                                                                      | 190, 192 rue de Martainville                                 | 49° 26′ 23″ nord, 1° 05′ 58″ est | « PA00100984 » | Inscrit    | 1957                | Image manquante Téléverser                                                                 |
| Maison                                                                                      | 194, 196 rue de Martainville                                 | 49° 26′ 23″ nord, 1° 05′ 57″ est | « PA00100985 » | Inscrit    | 1956                | Maison                                                                                     |
| Maison                                                                                      | 198 à 204 rue de Martainville                                | 49° 26′ 23″ nord, 1° 05′ 57″ est | « PA00100986 » | Inscrit    | 1956                | Maison                                                                                     |
| Maison                                                                                      | 206, 208 rue de Martainville                                 | 49° 26′ 23″ nord, 1° 05′ 57″ est | « PA00100987 » | Inscrit    | 1956                | Maison                                                                                     |
| Maison                                                                                      | 214, 216 rue de Martainville                                 | 49° 26′ 24″ nord, 1° 05′ 56″ est | « PA00100988 » | Inscrit    | 1956                | Maison                                                                                     |
| Maison                                                                                      | 222 rue de Martainville                                      | 49° 26′ 24″ nord, 1° 05′ 56″ est | « PA00100989 » | Inscrit    | 1956                | Maison                                                                                     |
| Maison                                                                                      | 224, 226 rue de Martainville                                 | 49° 26′ 24″ nord, 1° 05′ 55″ est | « PA00100990 » | Inscrit    | 1956                | Maison                                                                                     |
| Maison                                                                                      | 228, 230 rue de Martainville                                 | 49° 26′ 24″ nord, 1° 05′ 55″ est | « PA00100991 » | Inscrit    | 1956                | Maison                                                                                     |
| Maison                                                                                      | 232, 234 rue de Martainville                                 | 49° 26′ 24″ nord, 1° 05′ 55″ est | « PA00100992 » | Inscrit    | 1956                | Maison                                                                                     |
| Maison                                                                                      | 236 rue de Martainville                                      | 49° 26′ 24″ nord, 1° 05′ 55″ est | « PA00100993 » | Inscrit    | 1956                | Maison                                                                                     |
| Maison                                                                                      | 242, 244 rue de Martainville                                 | 49° 26′ 24″ nord, 1° 05′ 54″ est | « PA00100994 » | Inscrit    | 1956                | Maison                                                                                     |
| Maison                                                                                      | 256 rue de Martainville                                      | 49° 26′ 24″ nord, 1° 05′ 53″ est | « PA00100996 » | Inscrit    | 1956                | Maison                                                                                     |
| Maison                                                                                      | 258 à 262 rue de Martainville Rue Damiette                   | 49° 26′ 24″ nord, 1° 05′ 53″ est | « PA00100997 » | Inscrit    | 1956                | Maison                                                                                     |
| Maison                                                                                      | 11 rue Percière                                              | 49° 26′ 35″ nord, 1° 05′ 31″ est | « PA00100998 » | Inscrit    | 1926                | Maison                                                                                     |
| Maison                                                                                      | 59, 60, 61 quai du Havre                                     | 49° 26′ 25″ nord, 1° 05′ 03″ est | « PA00100967 » | Inscrit    | 1953                | Maison                                                                                     |
| Maison                                                                                      | 62, 63 quai du Havre                                         | 49° 26′ 26″ nord, 1° 05′ 03″ est | « PA00100968 » | Inscrit    | 1953                | Maison                                                                                     |
| Maison                                                                                      | 64, 65, 66 quai du Havre 2 rue de Fontenelle                 | 49° 26′ 26″ nord, 1° 05′ 02″ est | « PA00100969 » | Inscrit    | 1953                | Image manquante Téléverser                                                                 |
| Maison                                                                                      | 80 quai du Havre 2 boulevard des Belges                      | 49° 26′ 26″ nord, 1° 05′ 01″ est | « PA00100970 » | Inscrit    | 1953                | Maison                                                                                     |
| Maison                                                                                      | 24 rue Saint-Patrice                                         | 49° 26′ 45″ nord, 1° 05′ 28″ est | « PA00101001 » | Inscrit    | 1926                | Maison                                                                                     |
| Maison                                                                                      | 26 rue Saint-Patrice                                         | 49° 26′ 45″ nord, 1° 05′ 28″ est | « PA00101002 » | Inscrit    | 1926                | Maison                                                                                     |
| Maison                                                                                      | 76 rue Saint-Romain                                          | 49° 26′ 27″ nord, 1° 05′ 43″ est | « PA00101003 » | Inscrit    | 1930                | Image manquante Téléverser                                                                 |
| Maison                                                                                      | 29 rue Verte                                                 | 49° 27′ 01″ nord, 1° 05′ 35″ est | « PA00101004 » | Inscrit    | 1975                | Maison                                                                                     |
| Maison                                                                                      | 35 place du Vieux-Marché                                     | 49° 26′ 34″ nord, 1° 05′ 16″ est | « PA00101005 » | Inscrit    | 1953                | Maison                                                                                     |
| Maison                                                                                      | 36, 38 rue du Vieux-Palais                                   | 49° 26′ 34″ nord, 1° 05′ 14″ est | « PA00101006 » | Inscrit    | 1954                | Maison                                                                                     |
| Maison à pans de bois                                                                       | 85 rue Saint-Hilaire Rue du Pas-de-Grand                     | 49° 26′ 32″ nord, 1° 06′ 31″ est | « PA00100999 » | Inscrit    | 1976                | Image manquante Téléverser                                                                 |
| Maison à pans de bois                                                                       | 50 rue Saint-Nicolas                                         | 49° 26′ 29″ nord, 1° 05′ 44″ est | « PA00101000 » | Inscrit    | 1950                | Maison à pans de bois                                                                      |
| Maison de bois                                                                              | 83 rue d'Amiens                                              | 49° 26′ 28″ nord, 1° 05′ 58″ est | « PA00100925 » | Inscrit    | 1926                | Maison de bois                                                                             |
| Maison de bois                                                                              | 5 rue Eugène-Dutuit                                          | 49° 26′ 22″ nord, 1° 05′ 53″ est | « PA00100946 » | Inscrit    | 1926                | Maison de bois                                                                             |
| Maison gothique                                                                             | Rue Dinanderie 18 rue des Bons-Enfants                       | 49° 26′ 39″ nord, 1° 05′ 28″ est | « PA00100944 » | Inscrit    | 1933                | Maison gothique                                                                            |
| Maison de Jérusalem                                                                         | 4 rue Etoupée                                                | 49° 26′ 40″ nord, 1° 05′ 26″ est | « PA00100945 » | Inscrit    | 1926                | Image manquante Téléverser                                                                 |
| Maison de maître drapier                                                                    | 158 rue Eau-de-Robec                                         | 49° 26′ 29″ nord, 1° 06′ 04″ est | « PA00100892 » | Inscrit    | 1962                | Maison de maître drapier                                                                   |
| Maison de maître drapier-teinturier                                                         | 57, 57 bis rue Eau-de-Robec 13, 15 rue Lamauve               | 49° 26′ 30″ nord, 1° 06′ 25″ est | « PA00100889 » | Inscrit    | 1984                | Maison de maître drapier-teinturier                                                        |
| Maison de maître drapier-teinturier                                                         | 134 rue Eau-de-Robec                                         | 49° 26′ 29″ nord, 1° 06′ 08″ est | « PA00100890 » | Inscrit    | 1962                | Maison de maître drapier-teinturier                                                        |
| Maison de maître drapier-teinturier                                                         | 136 rue Eau-de-Robec                                         | 49° 26′ 29″ nord, 1° 06′ 08″ est | « PA00100891 » | Inscrit    | 1963                | Maison de maître drapier-teinturier                                                        |
| Maisons                                                                                     | 3, 5 rue Damiette                                            | 49° 26′ 24″ nord, 1° 05′ 53″ est | « PA00100934 » | Inscrit    | 1957                | Maisons                                                                                    |
| Maisons                                                                                     | 25, 27 rue du Gros-Horloge                                   | 49° 26′ 28″ nord, 1° 05′ 36″ est | « PA00100948 » | Inscrit    | 1929                | Image manquante Téléverser                                                                 |
| Maisons                                                                                     | 85, 87 rue du Gros-Horloge                                   | 49° 26′ 29″ nord, 1° 05′ 30″ est | « PA00100952 » | Inscrit    | 1929                | Image manquante Téléverser                                                                 |
| Maisons                                                                                     | 99, 101 rue Malpalu                                          | 49° 26′ 21″ nord, 1° 05′ 51″ est | « PA00100973 » | Inscrit    | 1956                | Maisons                                                                                    |
| Maisons                                                                                     | 246 à 254 rue de Martainville                                | 49° 26′ 24″ nord, 1° 05′ 54″ est | « PA00100995 » | Inscrit    | 1956                | Maisons                                                                                    |
| Maisons                                                                                     | 56, 58 quai du Havre 3, 5, 7, 9 rue d'Harcourt               | 49° 26′ 28″ nord, 1° 04′ 58″ est | « PA00100966 » | Inscrit    | 1953                | Maisons                                                                                    |
| Musée national de l'Éducation                                                               | 183, 185, 187 rue Eau-de-Robec 94 rue du Ruissel             | 49° 26′ 27″ nord, 1° 06′ 06″ est | « PA00100924 » | Classé     | 1961                | Musée national de l'Éducation                                                              |
| Palais de justice                                                                           | 36 rue aux Juifs Place du Maréchal-Foch                      | 49° 26′ 32″ nord, 1° 05′ 33″ est | « PA00101007 » | Classé     | 1840 1977 1979      | Palais de justice                                                                          |
| Porte Guillaume-Lion                                                                        | Quai de Paris                                                | 49° 26′ 13″ nord, 1° 05′ 54″ est | « PA00101008 » | Classé     | 1958                | Porte Guillaume-Lion                                                                       |
| Porte du Grand Séminaire                                                                    | 20 rue des Requis                                            | 49° 26′ 39″ nord, 1° 06′ 14″ est | « PA00101009 » | Inscrit    | 1926                | Porte du Grand Séminaire                                                                   |
| Teinturerie Auvray                                                                          | 3 rue du Tour 247, 251 route de Darnétal                     | 49° 26′ 27″ nord, 1° 07′ 14″ est | « PA76000052 » | Inscrit    | 2001                | Teinturerie Auvray                                                                         |
| Tour du Beffroi                                                                             | Rue du Gros-Horloge                                          | 49° 26′ 29″ nord, 1° 05′ 28″ est | « PA00101010 » | Classé     | 1930                | Tour du Beffroi                                                                            |
| Tour Jeanne-d'Arc                                                                           | Rue du Donjon                                                | 49° 26′ 47″ nord, 1° 05′ 40″ est | « PA00101011 » | Classé     | 1840                | Tour Jeanne-d'Arc                                                                          |
| Tour de la Pucelle                                                                          | 102 rue Jeanne-d'Arc                                         | 49° 26′ 48″ nord, 1° 06′ 03″ est | « PA00101012 » | Inscrit    | 1926                | Tour de la Pucelle                                                                         |